# Hayley Preen
Hayley Preen (* 28. Mai 1998) ist eine südafrikanische Radrennfahrerin, die im Straßenradsport und Mountainbikesport aktiv ist.

## Sportlicher Werdegang
Preen betrieb zunächst eine Reihe von Sportarten, so Triathlon und Springreiten. Bei den Cross-Weltmeisterschaften im Triathlon belegte sie 2017 den 5. Platz bei den Juniorinnen; 2019 erzielte sie dasselbe Resultat in der U23. Von der Provinz Westkap wurde sie 2019 als Reiterin des Jahres ausgezeichnet. Zugleich studierte sie Maschinenbau an der Universität Kapstadt.
Auf den Radsport konzentrierte sie sich verstärkt, nachdem sie 2018 in allen fünf Wettbewerben bei den südafrikanischen Studentenmeisterschaften siegreich gewesen war. Seit 2019 fuhr sie bei den südafrikanischen Meisterschaften mit; 2021 gewann sie den Titel im Straßenrennen. Bei den Afrika-Meisterschaften im selben Jahr wurde sie Zweite hinter ihrer Landsfrau Carla Oberholzer, zudem war sie zweimal mit der Mannschaft siegreich.
2022 ging sie mit dem irischen Kontinentalteam Torelli von Juni bis August erstmals in europäischen Rennen an den Start. Ein Vertrag mit einem WorldTeam zerschlug sich wegen Visaproblemen, so dass sie 2023 eine längere Saison mit Torelli fuhr. Sie gewann die Landesmeisterschaften im Kriterium 2023 und im Einzelzeitfahren 2024. Im März 2024 bestritt sie die Afrikaspiele in Accra, wo sie das Straßenrennen gewann.
Preen vertrat ihr Land zudem seit 2021 bei den Straßenradsport-Weltmeisterschaften, dazu bei den Commonwealth Games 2022. In den Landesmeisterschaften im Cross-Country-Mountainbike belegte sie 2021 und 2023 jeweils den zweiten Platz.

## Erfolge
2021
 Südafrikanische Meisterin – Straßenrennen
 Afrikameisterin – Mannschaftszeitfahren (mit Frances Janse van Rensburg, Carla Oberholzer und Maroesjka Matthee)
 Afrikameisterin – Mixed-Staffel (mit Frances Janse van Rensburg, Carla Oberholzer, Kent Main, Gustav Basson und Ryan Gibbons)
 Afrikameisterschaften – Straßenrennen
2023
 Südafrikanische Meisterin – Kriterium
2024
 Südafrikanische Meisterin – Einzelzeitfahren
 Afrikaspiele – Straßenrennen, Kriterium
 Afrikaspiele – Mannschaftszeitfahren (mit Sonica Klopper und Anika Visser)